# Demetric Felton
Demetric Felton Jr. (Memphis, 16 luglio 1998) è un giocatore di football americano statunitense che milita nel ruolo di running back per i Cleveland Browns della National Football League (NFL).

## Carriera

### Cleveland Browns
Felton al college giocò a football a UCLA. Fu scelto nel corso del sesto giro (211º assoluto) nel Draft NFL 2021 dai Cleveland Browns. Il 19 settembre segnò il suo primo touchdown su ricezione contro gli Houston Texans. La sua stagione da rookie si concluse con 24 yard corse, 181 ricevute e 2 marcature.

## Palmarès
- PFWA All-Rookie Team - 2021